# Богданчовци
Бо̀гданчовци е село в Северна България, община Габрово, област Габрово.

## География
Село Богданчовци се намира в северните разклонения на Шипченската планина, на около 5 km югоизточно от Габрово.
Надморската височина при трафопоста до улицата, свързваща северния и южния квартали (махали) на селото, е около 657 m.
През Богданчовци се осъществява пътната връзка на общинския и областен център Габрово със селата Тодоровци, Баланите, Фърговци, Генчовци и Костадините.
Населението на село Богданчовци намалява от 73 души към 1934 г. до 21 души към 1992 г. и след поредица положителни и отрицателни изменения през следващите години към 2023 г. е 23 души.
Етническият състав, според данните от преброяването на населението през 2011 г., по численост и дял на етническите групи е както следва:
|                     | Численост | Дял (в %) |
| Общо                | 24        | 100,00    |
| Българи             | 22        | 91,66     |
| Турци               | 0         | 0,00      |
| Цигани              | 0         | 0,00      |
| Други               | 0         | 0,00      |
| Не се самоопределят | 0         | 0,00      |
| Неотговорили        | 2         | 8,33      |

## История
След Руско-турската война (1877 – 1878) по Берлинския договор 1878 г. махала Богданчовци – дотогава в Османската империя, попада в Княжество България. При преброяването на населението на Княжество България на 1 януари 1881 г. махалата фигурира с погрешното име Богдановци в окръг Севлиево, околия Габрово, община Баланите и има население 83 души.
Село Богданчовци съществува като „колиби Богданчовци“ до влизането в сила на 14 юли 1995 г. на Закона за административно-териториалното устройство на Република България и придобива статута на село след тази дата.

## Личности
- Генчо Бончев (1893 – ?), български офицер, полковник